# Tanhaçu (ort)
Tanhaçu är en ort i Brasilien.   Den ligger i kommunen Tanhaçu och delstaten Bahia, i den östra delen av landet, 700 km öster om huvudstaden Brasília. Tanhaçu ligger 433 meter över havet och antalet invånare är 6 620.
Terrängen runt Tanhaçu är platt åt sydost, men åt nordväst är den kuperad. Runt Tanhaçu är det glesbefolkat, med 10 invånare per kvadratkilometer.. Det finns inga andra samhällen i närheten.
Omgivningarna runt Tanhaçu är huvudsakligen savann.